# Hrebinka

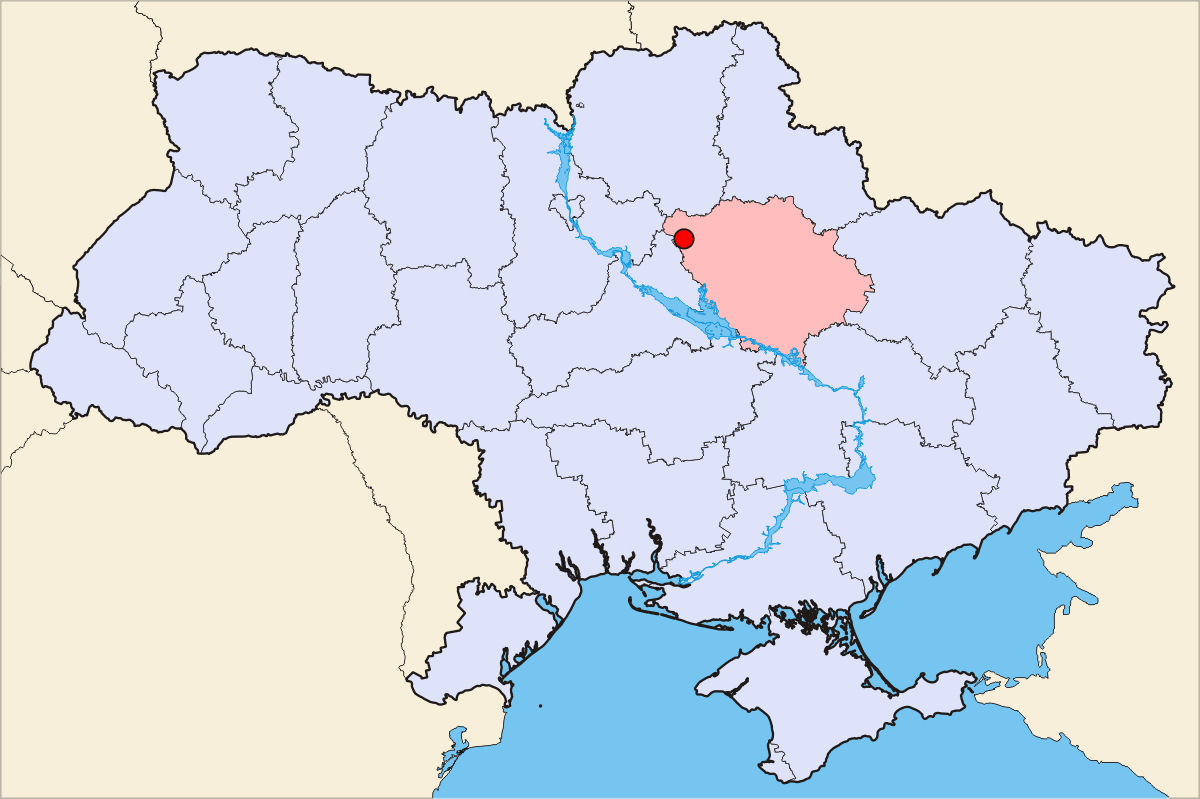
A localização de Hrebinka na Ucrânia

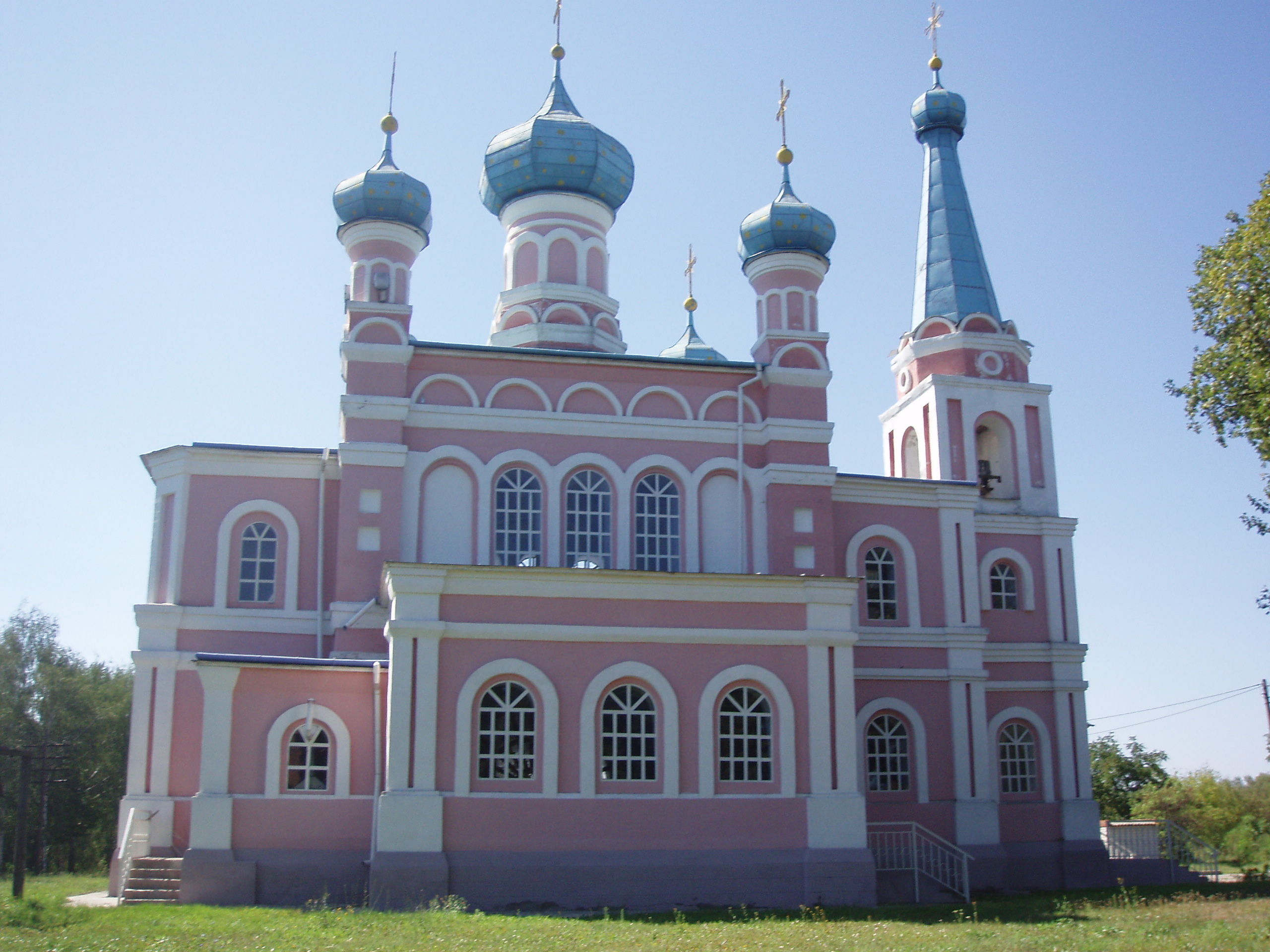
Igreja em Hrebinka

Hrebinka é uma cidade situada na região central da Ucrânia, em Oblast de Poltava. Segundo o censo de 2001, a população da cidade era de 11.662 habitantes.